# Udit Narayan
Udit Narayan (Baisi, 1º dicembre 1955) è un cantante indiano.
È noto come cantante in playback dei film di Bollywood in lingua hindi. Tuttavia ha anche cantato in altre lingue come nepali, tamil, maithili e bhojpuri.
Ha vinto cinque Filmfare Awards e quattro National Film Awards.

## Discografia
- 2020 – Meghna (con Feder)